# Thank You Girl
Thank You Girl (Lennon/McCartney) är en låt av The Beatles från 1963.

## Låten och inspelningen
Denna b-sida var från början tänkt som en a-sida och kan delvis ses som en slags dedikation till de kvinnliga fansen. ”Thank You Girl” spelades in tillsammans med ”From Me to You” i en session den 5 mars 1963. Senare vid samma tillfälle spelade man även in misslyckade versioner av ”One After 909” och ”What Goes On”, låtar som kom att dyka upp på platta först långt senare. Lennon gjorde ett munspelspålägg på ”Thank You Girl” 13 mars. Som b-sida på en singel släpptes låten 11 april 1963 i England och 27 maj 1963 i USA. Låten finns på en del samlingsskivor i en delvis annan stereoversion.